# Leslie Frost

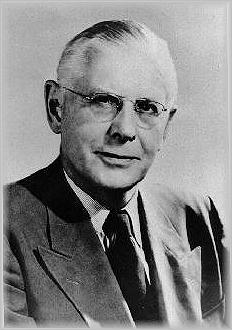
Leslie Frost

Leslie Miscampbell Frost, PC, CC, QC, (* 20. September 1895 in Orillia, Ontario; † 4. Mai 1973 in Lindsay, Ontario) war ein kanadischer Politiker, Rechtsanwalt und vom 4. Mai 1949 bis zum 8. November 1961 der 16. Premierminister der Provinz Ontario. Frost war Mitglied der Progressive Conservative Party of Ontario und erhielt aufgrund seiner langen Amtszeit als Premierminister den Spitznamen „Old Man Ontario“ („Alter Mann von Ontario“).

## Leben

### Frühe Jahre

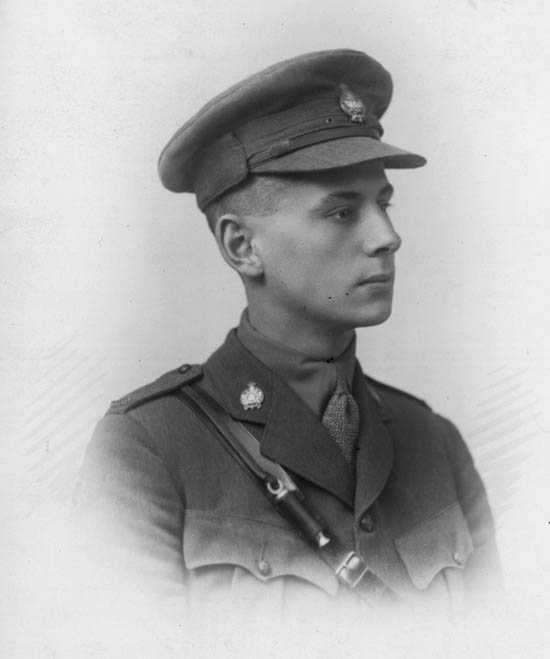
Frost im Jahr 1916

Leslie Frost wurde als Sohn von William Sword Frost und Margaret Jane Barker in Orillia, einer Kleinstadt 135 Kilometer nördlich von Toronto zwischen dem Lake Couchiching und Lake Simcoe, geboren. Sein Vater war Goldschmied und Bürgermeister von Orillia, seine Mutter bei der Heilsarmee engagiert. Er studierte an der University of Toronto und der Osgoode Hall Law School Rechtswissenschaften. Während des Ersten Weltkrieges diente er im 157. Bataillon (Simcoe Foresters) und später im 20. Bataillon (The Queen’s York Rangers) in Frankreich und Belgien. Er wurde nach einer schweren Verwundung 1918 in den Rang eines Hauptmanns entlassen. Im Jahr 1921 erhielt er seine Anwaltszulassung. 1926 heiratete er Gertrude Jane Carew. Das Ehepaar zog nach Lindsay, wo Leslie Frost zusammen mit seinem Bruder Cecil Gray Frost eine Anwaltskanzlei eröffnete.

### Politische Karriere

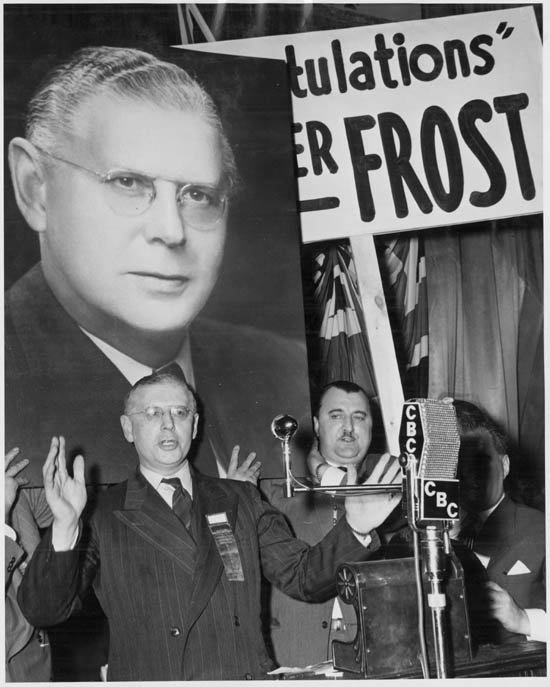
Frost 1949 nach der Wahl zum Parteivorsitzenden

1937 wurde er erstmals in die Legislativversammlung von Ontario gewählt und war von 1943 bis 1955 Finanzminister und Minister für Bergbau. 1949 wurde er zum Parteivorsitzenden der Ontario Progressive Conservative Party gewählt und folgte Thomas Laird Kennedy, dessen Amtszeit nicht mal ein Jahr gedauert hatte, als Premierminister von Ontario. Er führte die Provinz während der wirtschaftlichen Boomphase der 1950er Jahre. Frost zeichnete sich durch eine sehr zurückhaltende Politik aus, was ihm die Bezeichnung „The Great Tranquilizer“ einbrachte. Seine konservativ-kleinstädtischen Werte kombinierte er mit progressiver Politik und gewann die drei nächsten Wahlen in den Jahren 1951, 1955 und 1959 mit deutlichem Vorsprung gegenüber den Tories. In seiner Amtszeit wurden Straßen, Schulen, Universitäten und Krankenhäuser in Ontario stark erweitert. Anfang der 1950er Jahre begann der Bau der 400er-Highways, einem weitläufigen Autobahnnetz durch Ontario. Seine Regierung steigerte auch die Investitionen in die Wirtschaft führte eine strenge Fiskalpolitik. Frosts Regierung führte eine öffentlich-rechtliche Krankenhausversicherung ein, die von seinen Nachfolgern ausgebaut wurde, die später Teil des Gesundheitsvorsorgeprogramms Ontario Health Insurance Plan wurde.
Unter Frosts Regierung wurden die öffentlichen Dienste erheblich erweitert. Die Zahl der Universitäten stieg von vier auf zwölf, während sich das Bildungsbudget von 13 Millionen Kanadischen Dollar im Jahr 1943 auf 250 Millionen 1961 erhöhte. Unter Frosts Amtszeit wurden in den 1950er-Jahren die ersten Gesetze verabschiedet, die rassische, ethnische und geschlechtsspezifische Diskriminierung unter Strafe stellten. Im Jahr 1961 gab er das Amt des Parteivorsitzenden und Premierministers auf. Sein Nachfolger als Premier von Ontario wurde John Robarts.

### Tätigkeiten nach der politischen Karriere
Nach dem Rückzug von Leslie Frost aus der Politik war er im Direktorium der University of Toronto. Ebenso saß er im Verwaltungsrat der Bank of Montreal, der Canada Life und der Trans-Canada Air Lines. Von 1967 bis 1973 war er Rektor der Trent University in Peterborough. Als Frost pensioniert wurde, setzte er sich zunehmend für die Belange von Natur und Umwelt ein. Kurz vor seinem Tod führte er noch Untersuchungen zum Algonquin Provincial Park.
Leslie Frost verstarb 1973 im Alter von 77 Jahren. Seine Ehe blieb kinderlos.

## Ehrungen
Am 9. Oktober 1963 wurde am Glendon College die Leslie Frost Library eröffnet. Darüber hinaus sind an der Trent University das Frost Centre for Canadian Studies and Indigenous Studies nach ihm benannt sowie der Campus am Fleming College in Peterborough und eine öffentliche Schule in Lindsay.
1969 wurde Frost als Companion des Order of Canada ausgezeichnet.

## Werke
- mit Grace Mitchell Nelson: Pleasant Point story. A history of Pleasant Point. 1965.
- Fighting men. Clarke, Irwin 1967.
- Forgotten Pathways of the Trent. Burns & MacEachern, 1973, ISBN 0-88768-037-2.
- The record on Sir Sam Hughes set straight. Fenelon Falls Gazette.